# Guerra em Donbas (2022–presente)
A Guerra em Donbas é uma ofensiva militar em curso que faz parte da campanha no leste da Ucrânia da invasão da Ucrânia pela Rússia, e uma continuação do conflito em Donbas de 2014 a 2022. A ofensiva começou em 18 de abril de 2022 entre as forças armadas da Rússia e da Ucrânia pelo controle das províncias (oblasts) de Donetsk e Lugansk, na bacia do Donets. Analistas militares consideram a ofensiva como parte da segunda fase estratégica da invasão.
A estratégia inicial da Rússia no setor era cercar as tropas ucranianas no Donbas e anexar os oblasts de Donetsk e Luhansk aos estados separatistas apoiados pela Rússia, a República Popular de Donetsk (RPD) e a República Popular de Lugansk (RPL), enquanto o objetivo ucraniano é liberar os territórios ocupados.
Até 23 de junho de 2022, autoridades russas afirmavam controlar 55% do oblast de Donetsk. Em 3 de julho, a Rússia afirmou controlar todo o oblast de Lugansk, com as forças russas e separatistas controlando as cidades de Mariupol, Severodonetsk, Lysychansk, Rubizhne, entre outras.
Em setembro de 2022, durante a contraofensiva de Carcóvia, a Ucrânia recapturou Bilohorivka, uma vila próxima a Lysychansk no oblast de Lugansk, e as cidades de Lyman e Sviatohirsk na região de Donetsk. Até 21 de maio de 2023, a Rússia havia capturado Soledar e grande parte de Bakhmut.

## Antecedentes
Desde 2014, a região do Donets tem sido palco de um conflito prolongado entre separatistas apoiados pela Rússia, das autoproclamadas Repúblicas Populares de Donetsk e Lugansk, e as Forças Armadas da Ucrânia, na guerra em Donbas. Entre 2014 e o final de 2021, o conflito tirou a vida de mais de 10 mil combatentes (incluindo soldados ucranianos, soldados russos e combatentes separatistas), além de 3 mil civis.

### Operações iniciais

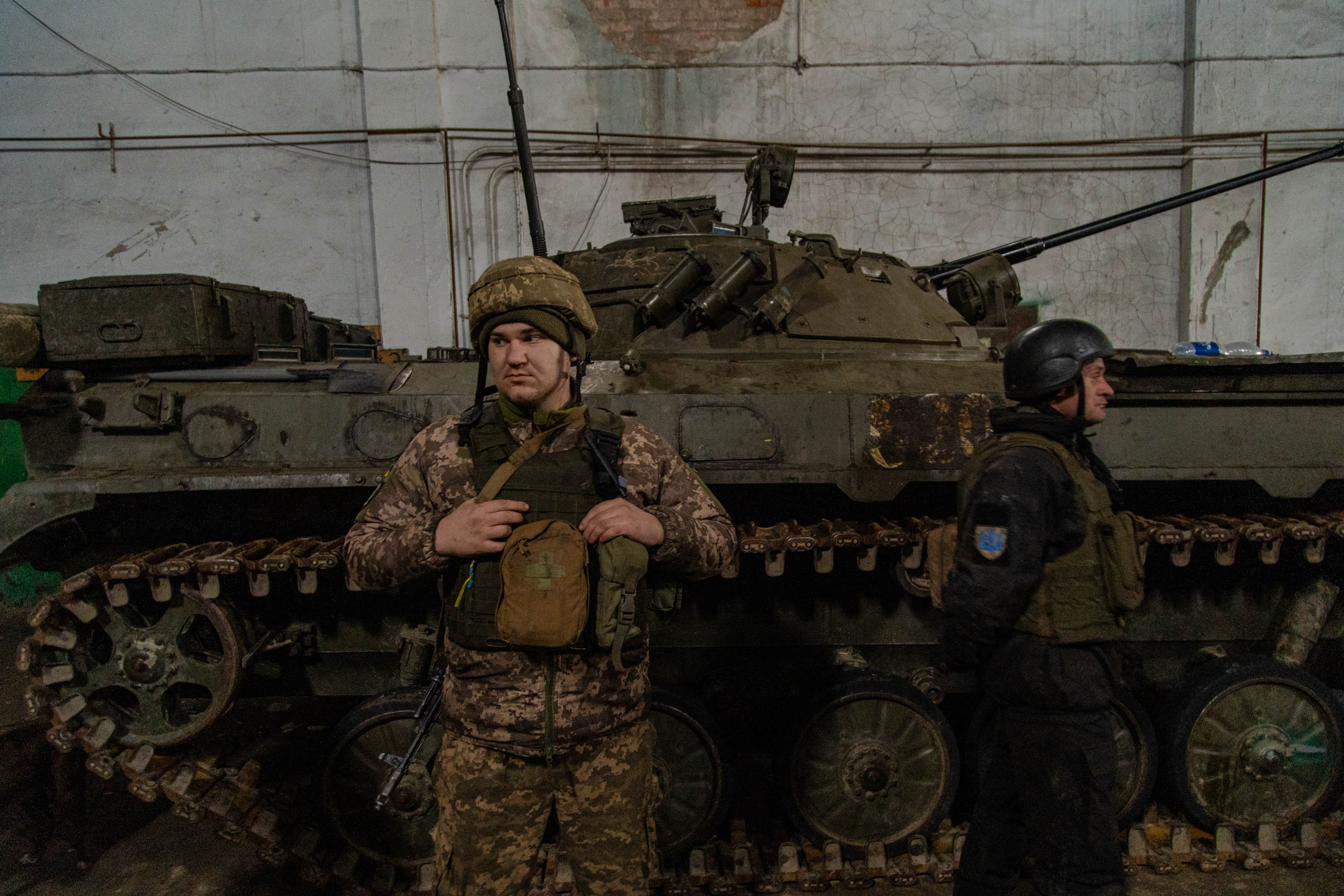
Soldados ucranianos protegem uma base militar em Novoluhanske, 19 de fevereiro de 2022

Em fevereiro de 2022, iniciaram-se as evacuações em massa e a mobilização geral nas autoproclamadas República Popular de Donetsk (RPD) e República Popular de Lugansk (RPL), após agravamentos ao longo da "linha de contato", que havia permanecido mais ou menos estática desde 2014. Em 21 de fevereiro de 2022, a Rússia oficialmente reconheceu a RPD e a RPL como estados soberanos.
Em 24 de fevereiro de 2022, as Forças Armadas da Rússia e as RPD e RPL lançaram uma invasão em grande escala do território ucraniano em várias frentes, incluindo o Donbas. Ao norte do Donbas, as forças russas e leais começaram a lutar na batalha de Carcóvia, bem como em numerosas outras batalhas menores com o objetivo de capturar cidades e vilas chave ucranianas. No sul do Donbas, o cerco de Mariupol começou, resultando na morte de mais de 25 mil civis e na destruição de 95% da cidade. Entre 24 de fevereiro e 18 de abril, as forças russas não conduziram muitas atividades ao longo da linha de contato, apenas lançando esforços de reconhecimento em pequena escala e campanhas de artilharia contra instalações militares ucranianas. Em 11 de março, tanques russos supostamente bombardearam um asilo para idosos em Kreminna, matando 56 civis e ferindo um número desconhecido de residentes.
Em 25 de março, autoridades russas declararam que a primeira fase da "operação militar especial" na Ucrânia estava completa. Em 29 de março de 2022, eles declararam que pretendiam reduzir suas operações militares na região em torno da capital, Kiev. Isso efetivamente encerrou as operações russas no norte da Ucrânia. Autoridades militares russas declararam que a Marinha e a Força Aérea da Ucrânia haviam sido neutralizadas. Também afirmaram que a RPD e a RPL controlavam 54% e 93% dos oblasts de Donetsk e Lugansk, respectivamente. A retirada tática das forças russas do norte foi concluída em 6 de abril de 2022. Conforme as forças ucranianas recuperavam territórios anteriormente ocupados, foram descobertas evidências de crimes de guerra russos, incluindo o massacre de Bucha.
Em 8 de abril, forças russas supostamente lançaram um ataque à estação ferroviária de Kramatorsk. O ataque resultou na morte de 59 civis, incluindo sete crianças, e feriu outros 114. Autoridades ucranianas e ocidentais descreveram o ataque como outro crime de guerra russo, enquanto o Ministério da Defesa russo negou as acusações e, em vez disso, afirmou que o ataque foi uma operação de bandeira falsa realizada pelas forças ucranianas, argumentando que o míssil Tochka U usado não fazia parte do arsenal russo, mas sim do ucraniano.

## Prelúdio
Em meados de abril de 2022, os serviços de inteligência dos Estados Unidos relataram que a Rússia estava "reposicionando" suas unidades militares para o Donbas. Unidades russas de frentes de batalha no norte da Ucrânia, em Kiev, Sume, Chernigov e em outros lugares, foram observadas por imagens de satélite da empresa Maxar sendo realocadas para a região do Donbas, enquanto reforços das regiões da Bielorrússia e da Rússia complementavam essas unidades.
O Ministro das Relações Exteriores da Rússia, Sergey Lavrov, reconheceu o início de uma nova ofensiva no Donbas, afirmando ser um "momento muito importante em toda essa operação especial". Para enfrentar a nova fase da ofensiva russa na Ucrânia, o presidente francês Emmanuel Macron e o presidente dos EUA, Joe Biden, realizaram uma reunião com representantes da França, Alemanha, Reino Unido, Canadá, Itália, Polônia e Romênia. Eles foram acompanhados pelo Secretário Geral da OTAN, Jens Stoltenberg, pela Presidente da Comissão Europeia, Ursula Von der Leyen, e pelo Presidente do Conselho Europeu, Charles Michel.

### Objetivos russos
Em 22 de abril de 2022, o comandante do Distrito Militar Central da Rússia, Rustam Minnekayev, declarou que o objetivo da "segunda fase" da invasão do país à Ucrânia era tomar completamente o Donbas e o sul da Ucrânia e estabelecer um corredor terrestre com a Transnístria, uma república separatista ocupada pela Rússia e não reconhecida internacionalmente, que é reconhecida internacionalmente como parte da Moldávia. Ele alegou que havia "evidências de que a população de língua russa está sendo oprimida" na Transnístria. O Ministério da Defesa da Ucrânia respondeu a esse anúncio descrevendo as intenções da Rússia como imperialismo, afirmando que isso contradizia as afirmações anteriores da Rússia que asseguravam que não tinham ambições territoriais sobre a Ucrânia e que a Rússia havia admitido que "o objetivo da 'segunda fase' da guerra não é a vitória sobre os míticos nazistas, mas simplesmente a ocupação do leste e sul da Ucrânia".
De acordo com fontes russas, o representante oficial das forças da RPL, Andrey Marochko, declarou em 3 de julho de 2022 que, para assegurar o território da RPL, suas forças, juntamente com as forças da RPD e da Rússia, devem afastar as forças ucranianas das fronteiras da RPL por pelo menos 300 quilômetros. A reivindicação de 300 km significaria a ocupação total do oblast de Carcóvia e da região de Donetsk, partes do oblast de Dnipropetrovsk, do oblast de Zaporíjia, do oblast de Sume e do oblast de Poltava. Fontes russas afirmaram que o embaixador da RPL na Rússia, Rodion Miroshnik, confirmou em 4 de julho de 2022 que as tropas da RPL continuariam participando da ofensiva no Donbas, afirmando que a presença de unidades ucranianas ao longo das fronteiras da RPL ameaçaria a segurança.
Em 30 de junho de 2022, o Instituto para o Estudo da Guerra (ISW) avaliou que, apesar da concentração russa no leste, ainda existiam ambições territoriais além dos oblasts de Lugansk e Donetsk.

## Forças opositoras e envolvimento estrangeiro

### Forças russas e pró-russas

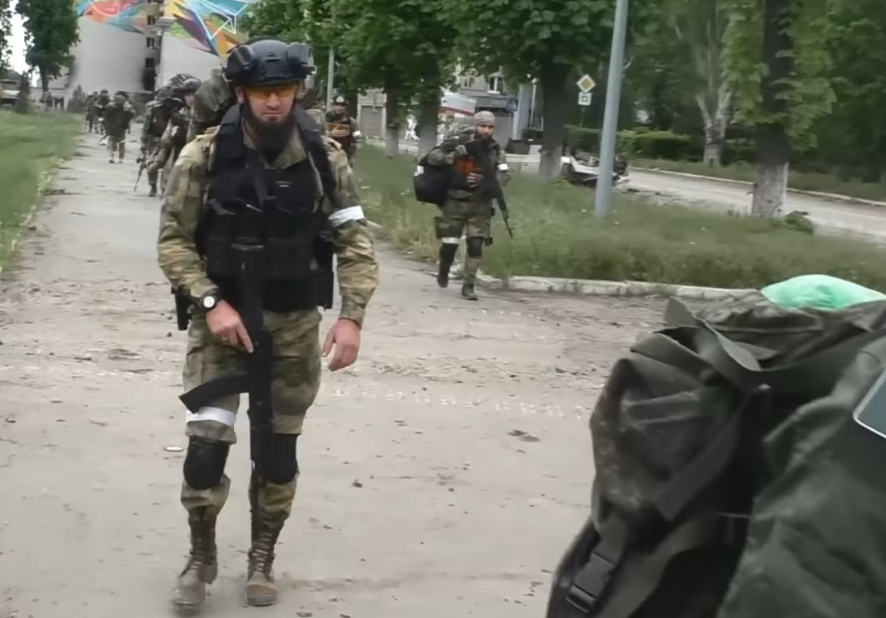
Kadyrovitas chechenos no Donbas, julho de 2022

A Rússia iniciou a batalha utilizando três exércitos, juntamente com uma divisão de tanques e uma brigada de artilharia de foguetes. Até meados de abril, a Rússia havia concentrado mais de 65 grupos de batalhão táticos (BTG) na linha de frente. Ao longo de vários dias antes de 18 de abril, 11 BTG foram adicionados à força russa existente no Donbas, elevando o número total de BTG no Donbas para 76, totalizando cerca de 60 mil soldados.
A União de Voluntários de Donbas, um grupo pró-russo formado em 2014, tinha uma força ativa de cerca de 14.500 combatentes.
Mídias ocidentais, citando autoridades da União Europeia, relataram que 10 mil a 20 mil mercenários da Líbia, Síria, Etiópia e do Grupo Wagner foram mobilizados pelas forças russas no Donbas.

#### Apoio estrangeiro à Rússia
Em agosto de 2022, os Estados Unidos avaliaram que a Rússia havia recebido veículos aéreos não tripulados (VANT) da série Shahed do Irão durante vários dias daquele mês, como parte de um plano russo para obter centenas desses veículos para uso na invasão da Ucrânia. O assessor de segurança nacional dos EUA, Jake Sullivan, havia alertado sobre esse plano em julho. De acordo com fontes dos EUA, operadores russos receberam treinamento no Irã como parte do acordo. Um oficial dos EUA disse que, em agosto, a Rússia enfrentou "numerosas falhas" com os veículos.
Em 9 de dezembro de 2022, a embaixadora britânica na ONU, Barbara Woodward, disse que o Reino Unido estava "quase certo" de que a Rússia estava adquirindo armamentos da "Coreia do Norte e outros estados fortemente sancionados" para reabastecer seus estoques em declínio. Vassily Nebenzia, embaixador da Rússia na ONU, negou as sugestões de que a Rússia estava sendo fornecida pelo Irão, argumentando que o complexo militar-industrial russo era capaz de operar perfeitamente sem ajuda externa, enquanto a indústria militar ucraniana praticamente não existia e estava sendo auxiliada pela indústria ocidental.

### Forças ucranianas

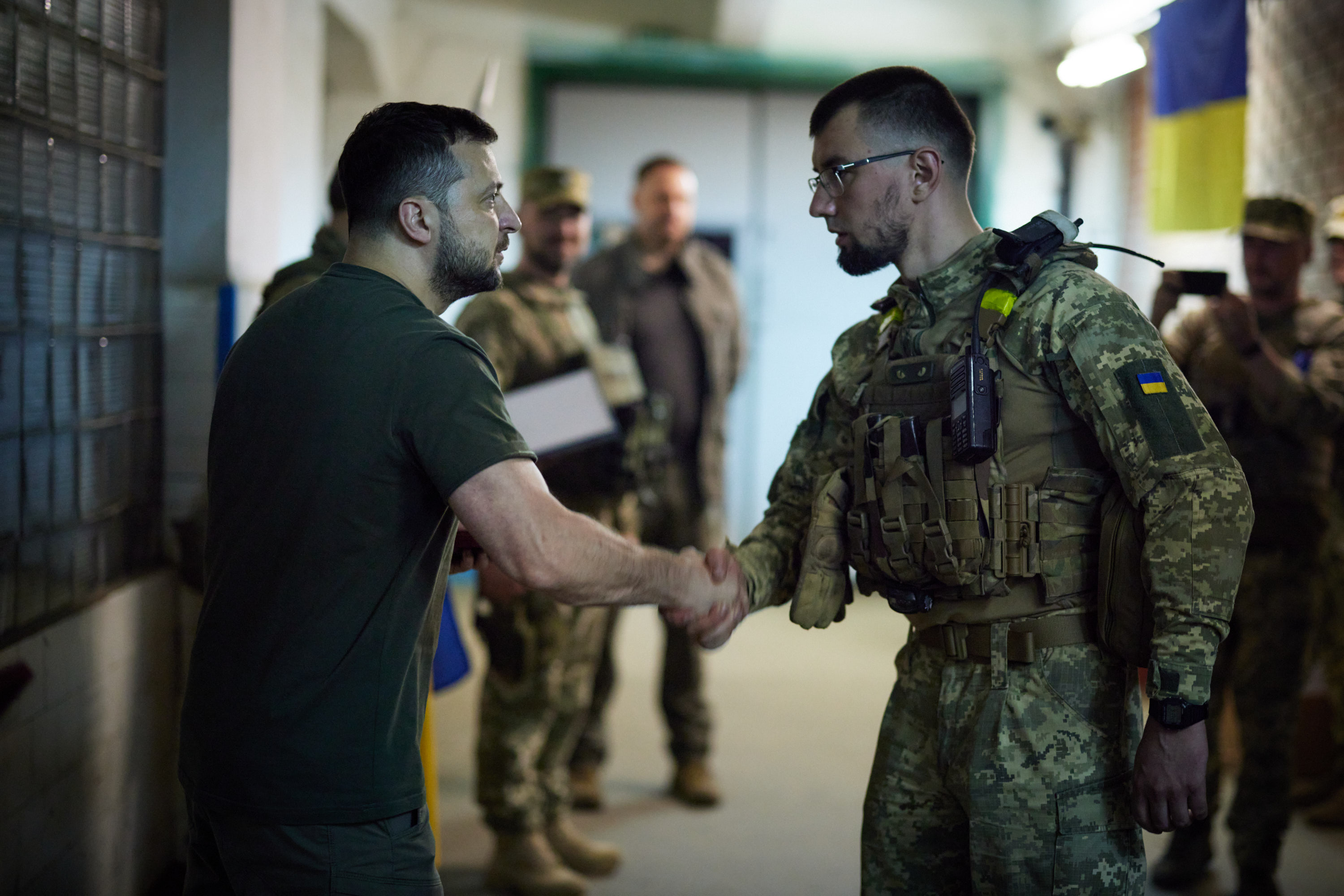
Volodymyr Zelensky cumprimenta soldados da 24.ª Brigada Mecanizada no Donbas, 5 de junho de 2022.

Para a batalha, os ucranianos concentraram seis brigadas regulares e a Legião Nacional da Geórgia. De acordo com a Forbes em 1.º de fevereiro, o Exército da Ucrânia era composto por 20 brigadas ativas, o que significa que 30% das forças ativas ucranianas, ou cerca de 51 mil soldados, estavam organizados no Donbas.
O presidente ucraniano, Volodymyr Zelensky, afirmou em 15 de abril que as forças ucranianas somavam 44 mil na região do Donets. Em 19 de abril, a BBC relatou que as tropas ucranianas no Donbas somavam de 40 a 50 mil homens.

#### Apoio estrangeiro à Ucrânia
Os ucranianos continuaram uma campanha de mirar depósitos de munição e locais logísticos russos no oblast de Donetsk com ataques aéreos e, supostamente, com sistemas de artilharia de foguetes M142 HIMARS ou M270 fornecidos pelos EUA. Surgiram vídeos de um depósito de munição aparente na cidade de Snizhne, no oblast de Donetsk, explodindo, com fontes pró-Ucrânia sugerindo que as forças ucranianas utilizaram o M142 HIMARS fornecido pelos EUA para atacar o depósito, profundamente dentro das linhas de frente russas e da RPD. Oleksiy Arestovych, conselheiro presidencial ucraniano, afirmou que os ataques contínuos aos depósitos de munição russos e o aumento do fornecimento de artilharia ucraniana por países da OTAN estavam forçando os russos a conservarem projéteis de artilharia e foguetes pela primeira vez. Ele argumentou que se essa tendência continuasse, os ucranianos alcançariam, eventualmente, superioridade em termos de artilharia e logística no campo de batalha no Donbas.  O presidente Zelensky, em um discurso público, também elogiou o impacto relatado que as peças de artilharia fornecidas pelo Ocidente estavam tendo sobre as capacidades logísticas e de ataque russas.
O Grupo Mozart, um grupo de ex-soldados ocidentais servindo como voluntários na Ucrânia, estava evacuando civis e oferecendo treinamento de combate informal para as tropas ucranianas, principalmente em atendimento de vítimas e evacuação médica. O coronel aposentado do Corpo de Fuzileiros Navais dos EUA, Andrew Milburn, líder do grupo, negou as acusações russas de que o Mozart era composto por "mercenários americanos" ou um exército privado similar ao Grupo Wagner e afirmou que o Mozart é classificado legalmente como uma ONG. Em dezembro de 2022, Milburn sugeriu que os combatentes do Wagner provavelmente estavam mirando o pessoal do Mozart, já que três hotéis no Donbas em que o grupo havia se hospedado foram atingidos por mísseis. "Não há mais nenhum hotel no Donbas que nos permitirá ficar porque disseram que estamos sendo alvo", disse Milburn. O Grupo Mozart encerrou suas operações em janeiro de 2023.

## Ofensiva russa (abril de 2022 – maio de 2023)

### Operações iniciais (18–30 de abril de 2022)

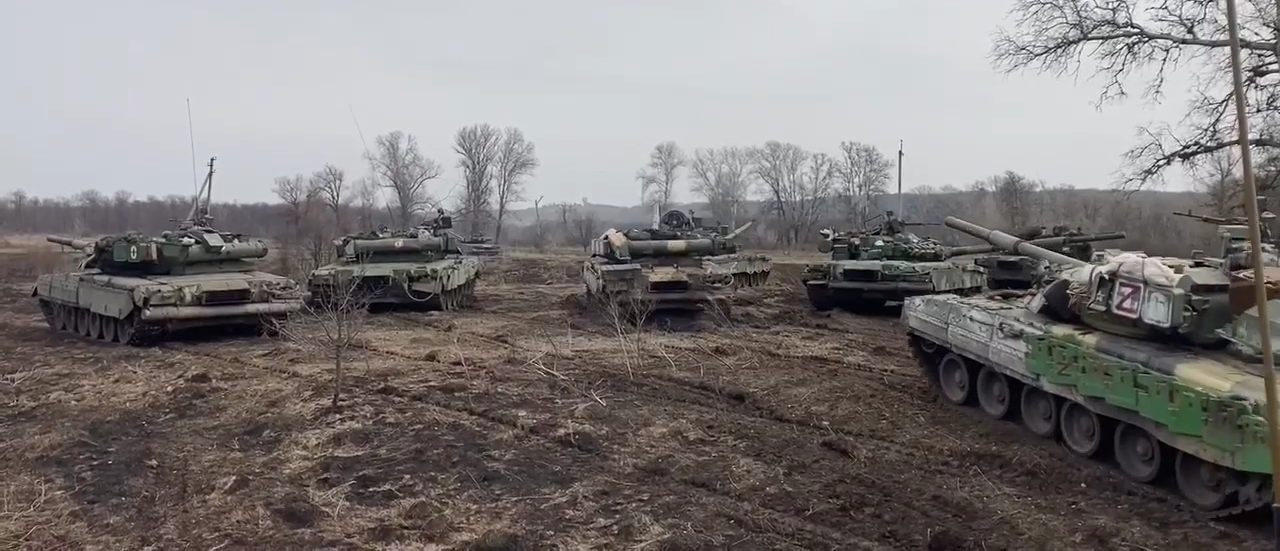
Tanques russos no Donbas após cruzarem o rio Donets com pontes flutuantes, abril de 2022.

Na noite de 18 de abril de 2022, as forças russas lançaram uma intensa campanha de bombardeio contra posições nos oblasts de Lugansk, Donetsk e Carcóvia. O bombardeio russo durante a noite em Donetsk matou dois civis e feriu nove, de acordo com fontes de notícias online. O presidente ucraniano, Volodymyr Zelensyy, anunciou que a "batalha pelo Donbas" havia começado. A artilharia russa atacou cidades no Donbas, visando destruir infraestrutura crítica.
O chefe da administração militar regional de Lugansk e governador efetivo do oblast, Serhiy Haidai, pediu aos residentes da região que evacuassem imediatamente para não se tornarem reféns ou serem mortos pelos russos.
Até 25 de abril, as forças russas alcançaram uma supremacia numérica de três para um sobre as forças ucranianas (o número tradicional considerado necessário para uma força atacante), concentrando mais de 76 grupos de batalhão táticos (BTG) com 800 soldados cada.
Na primeira semana, as forças russas conquistaram controle total sobre Kreminna, avançaram em Rubizhne, ocuparam grandes áreas de Popasna, e continuaram a bombardear posições ao longo da linha de frente. De acordo com um alto funcionário ucraniano, as forças russas capturaram 42 vilas no oblast de Donetsk, embora ele não tenha especificado quais vilas foram capturadas.
Nos distritos operacionais de Slobozhanske e Donetsk, as tropas russas intensificaram as operações ofensivas em algumas áreas, tentando romper as defesas ucranianas ao longo de quase toda a linha de frente nas regiões de Donetsk, Carcóvia e Lugansk. Enquanto isso, o governo ucraniano afirmou que suas forças lançaram um contra-ataque e recapturaram a cidade de Marinka. Mercenários líbios e sírios, provavelmente associados ao Grupo Wagner, supostamente entraram em confronto com as forças ucranianas em Popasna. O governo ucraniano afirmou que 20 a 25 mercenários foram mortos.
As forças russas continuaram um avanço lento e constante, capturando as cidades de Popivka, Pischane, Novotoshkivske, Zarichne e Zhytlivka, e se prepararam para capturar e avançar além de Popasna, avançar ao sudeste de Izium e ao oeste de Kreminna.
Entre 22 de abril e 29 de abril, 110 membros das forças armadas da RPD foram mortos e 451 ficaram feridos.

### Intensificação dos confrontos (1–19 de maio de 2022)

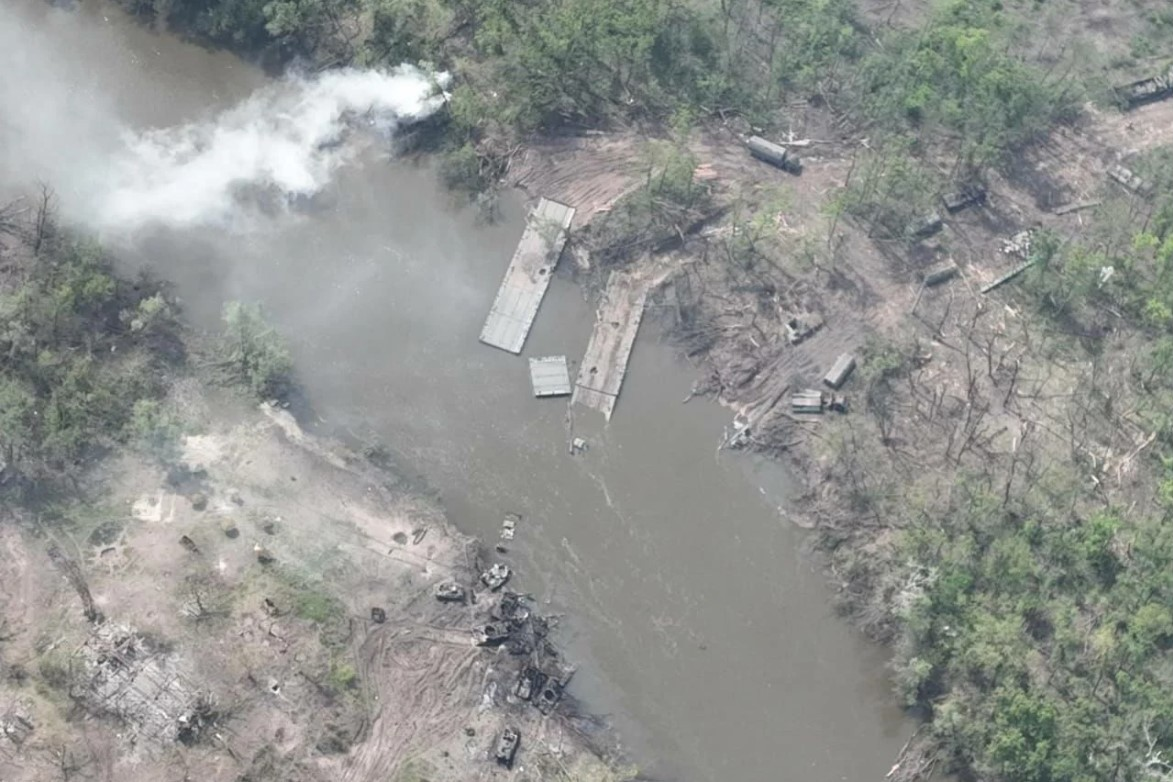
Ponte flutuante e veículos russos destruídos perto de Bilohorivka durante a batalha de Donets.

A partir de maio, as tropas russas lançaram batalhas intensificadas, marcadas por campanhas de artilharia em massa seguidas por ataques terrestres, nas posições ucranianas ao longo da linha de frente.
Até 7 de maio, a cidade de Popasna, agora em grande parte destruída, foi capturada pelas forças russas e da República Popular de Lugansk, com a confirmação do governador regional. Em 12 de maio, foi relatado que as forças russas haviam tomado Rubizhne.
De 5 a 13 de maio, ocorreu uma grande batalha no rio Donets, com os defensores ucranianos repelindo com sucesso várias tentativas russas de atravessar o rio estratégico. As Forças Armadas da Ucrânia alegaram ter destruído um batalhão inteiro de forças russas, matando entre mil e 1.500 soldados. O think tank Instituto para o Estudo da Guerra (ISW) relatou que, de um contingente de 550 soldados russos, 485 foram mortos ou feridos, e foram perdidos 80 veículos.
A Ucrânia afirmou ter lançado um contra-ataque contra as forças russas perto de Izium em 15 de maio. No mesmo dia, foi relatado que as forças russas haviam capturado a aldeia de Dovhen'ke, ao sul de Izium.

### Avanço russo (20 de maio–3 de julho de 2022)

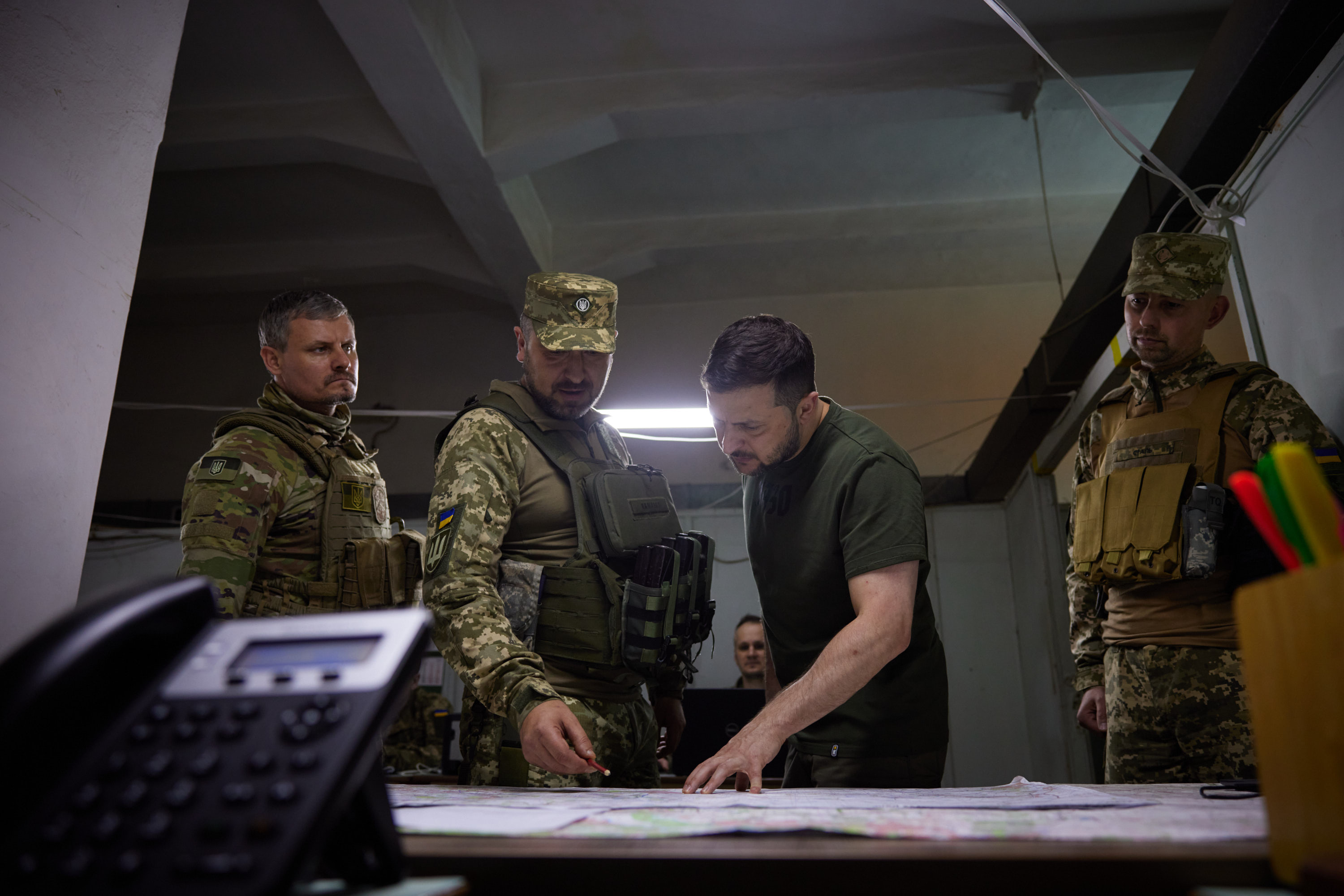
Zelensky com a 24.ª Brigada Mecanizada próximo da linha de frente no Donbas, 5 de junho de 2022.

No final de maio, as forças russas obtiveram avanços em várias regiões ao longo da linha de frente. As tropas russas adotaram uma nova abordagem chamada "caldeirão", abandonando grandes cercos em favor de cercos menores, o que lhes permitiu fazer as primeiras grandes conquistas da batalha.
Em 20 de maio, as forças russas avançaram ainda mais no oeste e sul de Popasna, com o objetivo de cortar a estrada para Sievierodonetsk. Apesar da firme resistência ucraniana, as forças russas finalmente romperam a área de Popasna em 20 de maio. Até 22 de maio, as forças russas conseguiram garantir sua rota de avanço e tentaram avançar simultaneamente para oeste em direção a Bakhmut e ao norte para cortar as ligações rodoviárias para Severodonetsk.
Em 23 de maio, foram relatadas as forças russas entrando na cidade de Lyman e capturando-a completamente até o dia 26, enquanto as forças ucranianas foram relatadas como deixando Sviatohirsk. Até 24 de maio, as forças russas capturaram a cidade de Svitlodarsk.
Em 1.º de junho, a Ucrânia anunciou que 70-80% de Severodonetsk havia sido capturada pelas forças russas. Em 3 de junho, a Ucrânia afirmou ter lançado um contra-ataque para retomar 20% da cidade. No entanto, em 8 de junho, o Exército ucraniano foi empurrado para as proximidades da cidade.
Até meados de junho, havia um consenso geral na comunidade militar de que a Ucrânia estava quase sem munição e estava fortemente superada em número. Um oficial militar ucraniano de alto escalão acrescentou que a Ucrânia dependia do Ocidente para fornecer armas, já que a Rússia tinha uma vantagem de 10 a 15 vezes mais sistemas de artilharia do que a Ucrânia, e que sistemas de foguetes ocidentais eram necessários para destruir a artilharia russa. Além disso, apesar das forças ucranianas usarem de 5 a 6 mil projéteis por dia, especificamente projéteis de 155 mm fornecidos pelo Ocidente, eles ainda estavam em desvantagem de até 40 para 1 em algumas localidades.
Com o avanço perto de Popasna significativamente reduzido pelo fogo pesado ucraniano, a Rússia iniciou uma ofensiva ao sudeste de Popasna, visando contornar o rio Donets e bombardear Lysychansk a partir do sul. O ISW avaliou que os comandantes russos receberam o prazo de 26 de junho para fazer uma grande avanço e tomar o controle do território administrativo completo do oblast de Lugansk.

#### Queda de Severodonetsk e Lysychansk

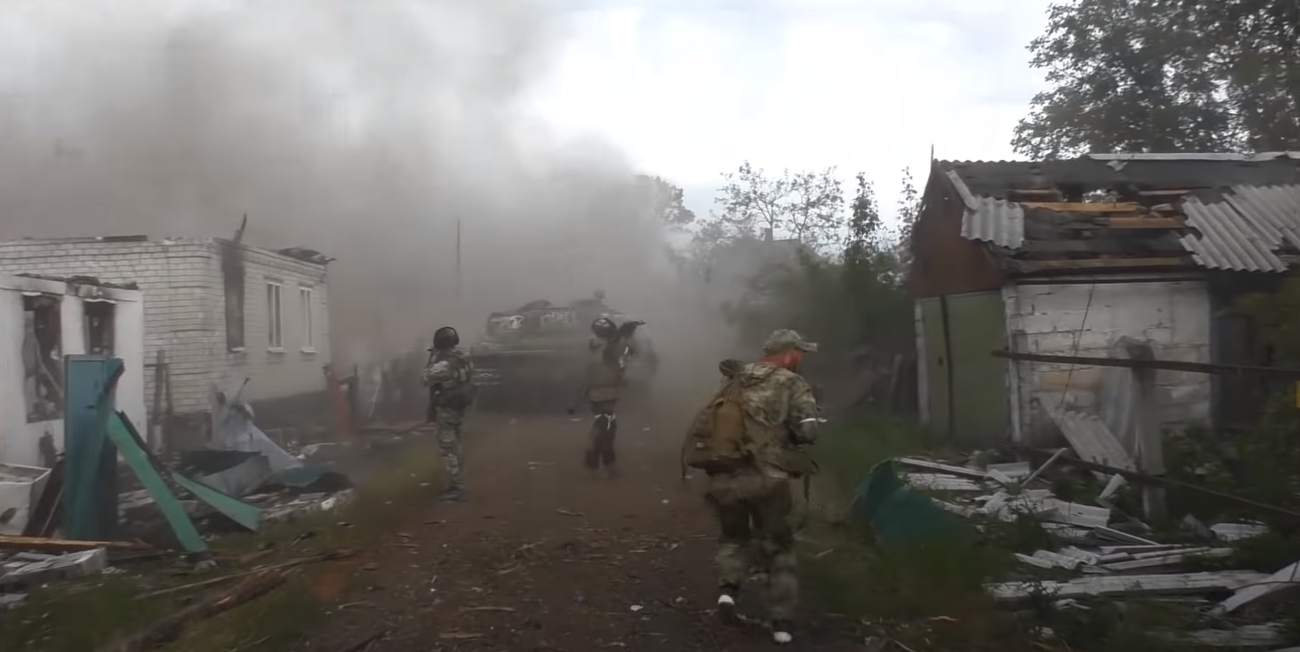
Tropas separatistas pró-russas avançam em direção a Lysychansk, junho de 2022.

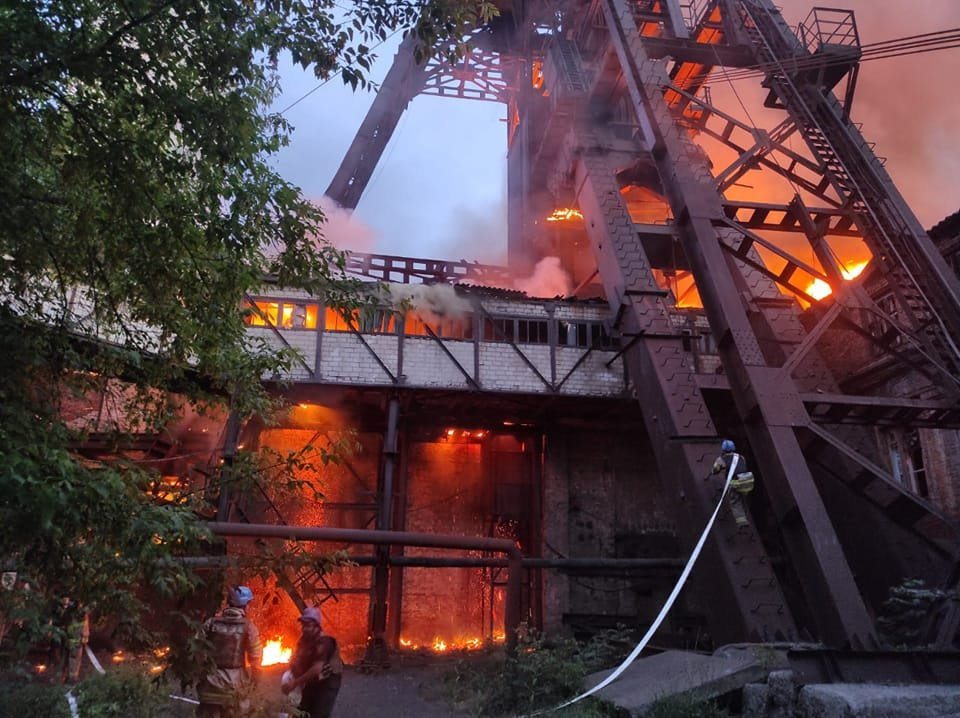
Incêndio em uma mina de carvão em Toretsk após bombardeio russo, 27 de junho de 2022.

Até 23 de junho, a Rússia havia rompido completamente no sul, capturando Toshkivka e obtendo grandes avanços ao sul de Lysychansk. As forças russas capturaram as localidades de Loskutivka, Myrna Dolyna, Rai-Oleksandrivka e Pidlisne em 22 de junho. Em 23 de junho, as forças russas cercaram e isolaram as cidades de Hirske e Zolote, que alegaram terem capturado completamente no dia seguinte. Além disso, a Rússia fez um esforço para garantir totalmente a planta química Azot em Severodonetsk, que desde 14 de junho havia se tornado o último refúgio para os soldados ucranianos na cidade. As tropas russas foram menos bem-sucedidas no eixo norte, tentando avançar perto de Mykolaivka e Bohorodychne, na tentativa de avançar em direção à cidade de Sloviansk, no oblast de Donetsk. No entanto, o avanço russo continuou, com o avanço russo no sul exercendo pressão sobre os poucos defensores ucranianos restantes do oblast de Lugansk, fazendo-os recuar para linhas defensivas próximas à fronteira com o oblast de Donetsk.
Até 24 de junho, as forças russas haviam cercado completamente Hirske e Zolote em sua investida ao norte de Lysychansk. Fontes russas alegaram que as forças ucranianas sofreram mais de mil baixas, incluindo 800 prisioneiros, em Hirske, Zolote e perto de Lysychansk nos dois dias anteriores. Em 25 de junho, autoridades ucranianas anunciaram que suas tropas haviam recuado de Severodonetsk para evitar serem cercadas pelas tropas russas, sinalizando a captura da cidade. Em 1.º de julho, as forças russas continuaram cercando Lysychansk pelo sul e oeste, tentando cortar a rodovia T1302 de Lysychansk para Bakhmut. Como parte do cerco, as forças russas também alegaram ter capturado Pryvillia, a noroeste de Lysychansk, após unidades atravessarem o rio ao norte e oeste da cidade. Posições ucranianas perto de Siversk, Bilohorivka, Vovchoyarivka, Berestove, Yakovlivka, Vidrodzhennia, Mayorsk e a usina termelétrica de Vuhlehirska foram alvejadas por artilharia.
Em 2-3 de julho, a Rússia e as forças separatistas da RPL alegaram ter capturado e controlado Lysychansk, porém as autoridades ucranianas, incluindo o presidente Volodymyr Zelensky, ainda não haviam oficialmente reconhecido a captura da cidade estratégica, apenas afirmando que havia confrontos ferozes em andamento pela cidade. O Instituto para o Estudo da Guerra (ISW) apoiou a afirmação russa de que Lysychansk havia caído em 2 de julho, sugerindo que os defensores ucranianos provavelmente "se retiraram deliberadamente" da cidade. Além disso, o Ministério da Defesa russo afirmou ter capturado e estar em processo de limpeza de muitas localidades nos arredores de Lysychansk, incluindo Verkhnekamenka, Zolotarivka, Bilohorivka, Novodruzhesk, Maloryazantsevo e Bila Hora. As autoridades ucranianas subsequentemente admitiram que Lysychansk foi capturada.
Com a queda de Lysychansk e de seus arredores a oeste, a Rússia e a República Popular de Lugansk declararam controle total do oblast de Lugansk pela primeira vez, alcançando um dos objetivos da campanha liderada pela Rússia. Os bombardeios russos em Sloviansk intensificaram em 3 de julho.

### Pausa operacional russa (4–16 de julho de 2022)

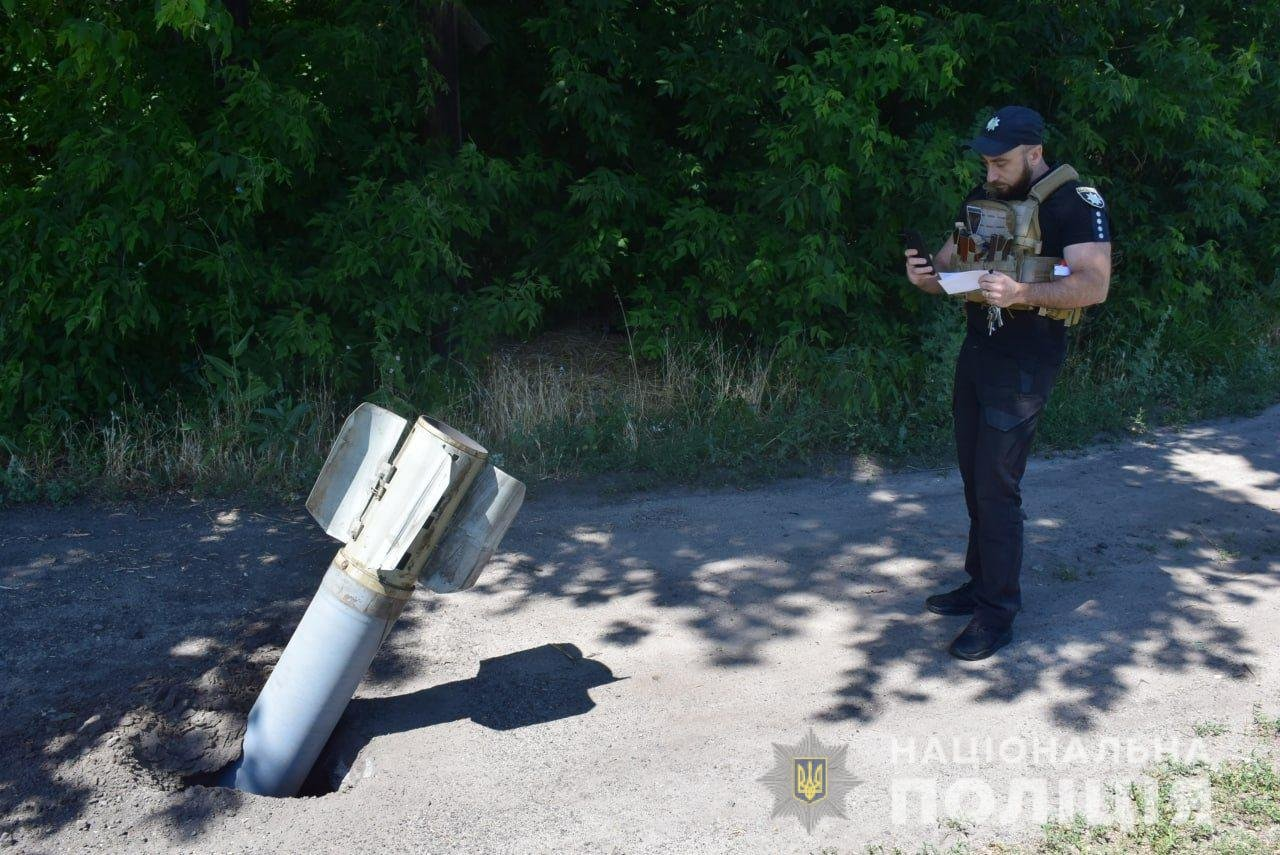
Míssil russo não detonado em Oleksandrivka, 6 de julho de 2022

Após capturar e ocupar totalmente o oblast de Lugansk, o presidente russo, Vladimir Putin, ordenou ao ministro da Defesa, Serguei Choigu, que continuasse a ofensiva no Donbas conforme planejado, acrescentando que as unidades que lutaram na frente de Lugansk "devem certamente descansar e aumentar suas capacidades de combate". Segundo o Instituto para o Estudo da Guerra, as forças russas não fizeram reivindicações ou ganhos territoriais "pela primeira vez em 133 dias de guerra" e sugeriram que a Rússia provavelmente estava fazendo uma "pausa operacional" para descansar e reagrupar suas forças antes de uma renovada ofensiva planejada. O Ministério da Defesa do Reino Unido esperava que a cidade de Siversk fosse o objetivo tático imediato de sua nova ofensiva.

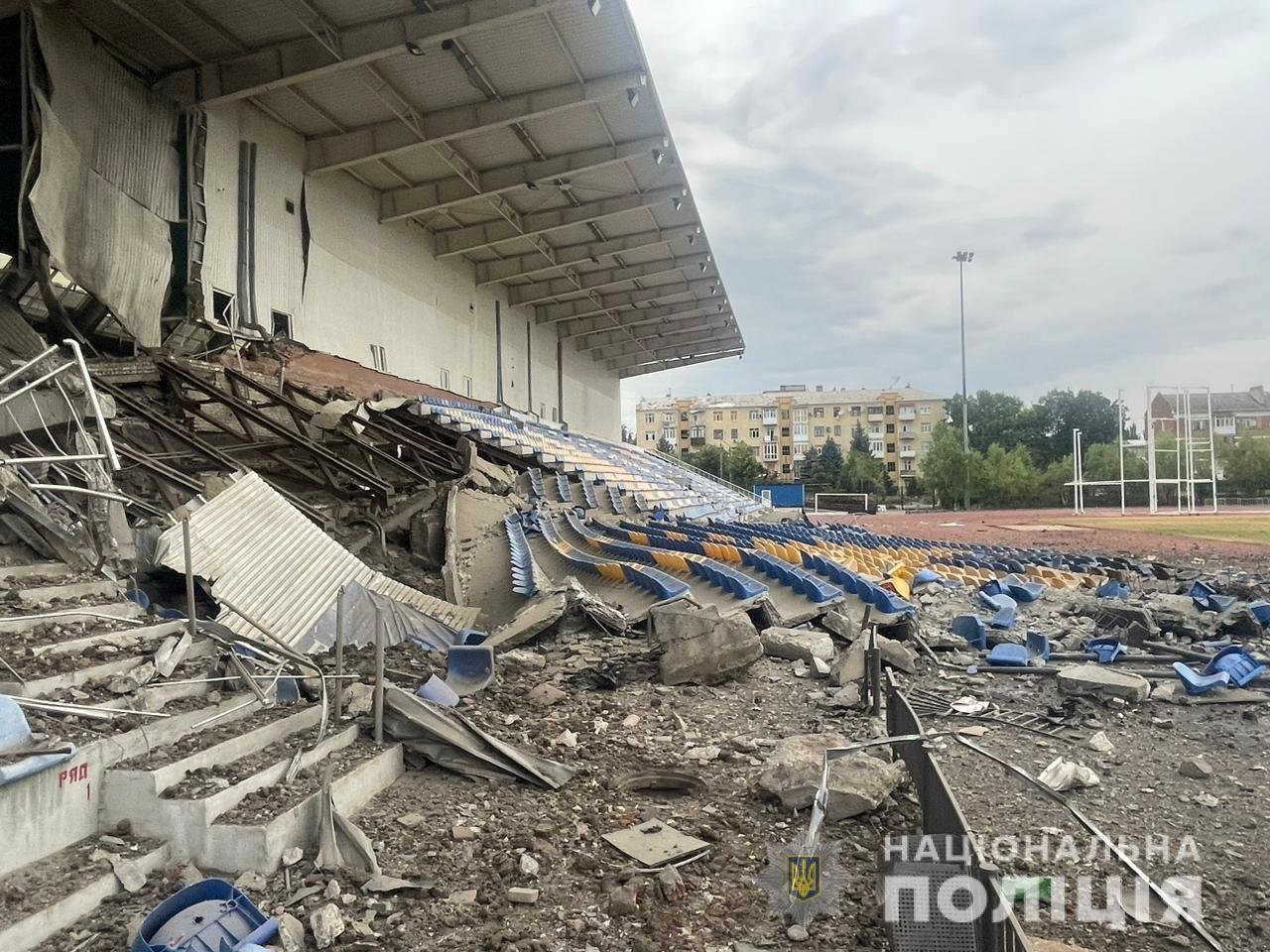
Consequências do bombardeio russo no Estádio Metallurg em Bakhmut, 11 de julho de 2022

Um briefing de inteligência do Ministério da Defesa do Reino Unido em 4 de julho afirmava que as forças russas "quase certamente" se preparariam para capturar o restante do oblast de Donetsk, cerca de 55% da qual já estava sob controle das forças separatistas russas e da República Popular de Donetsk (RPD). O ministério previa que os combates em Donetsk continuariam sendo "gritantes e de desgaste", caracterizados por intensos bombardeios de artilharia que nivelavam cidades e vilas em meio a avanços lentos no terreno. O governador de Lugansk, Serhiy Haidai, afirmou que esperava que cidades de Donetsk, como Sloviansk e Bakhmut, em breve estariam sob pesado ataque russo e disse que ambas as cidades estavam sendo cada vez mais bombardeadas. De acordo com relatórios de inteligência similares do Reino Unido, os ucranianos esperavam que os russos avançassem a oeste ao longo da rodovia Bakhmut-Lysychansk. Em 5 de julho, o prefeito de Sloviansk, Vadym Liakh, pediu aos residentes que evacuassem a cidade, citando que as posições russas mais próximas estavam a 7-10 km da cidade. O governador do oblast de Donetsk, Pavlo Kyrylenko, instou os 350 mil residentes restantes a evacuarem a província.
Serhiy Haidai, governador de Luhansk, afirmou que uma tentativa de tropas regulares e de reserva russas de expandir uma cabeça de ponte no rio Donets foi interrompida por um ataque de artilharia ucraniana. Fontes pró-russas afirmaram que a aldeia de Spirne foi capturada e avanços foram feitos durante novos ataques terrestres na aldeia de Verkhnokamyansk, no norte de Donetsk. Essas alegações não foram confirmadas independentemente na época. Segundo informações, tanto fontes russas quanto ucranianas confirmaram que as forças ucranianas recapturaram a aldeia de Solodke em um contra-ataque limitado.
Em 11 de julho, o presidente Zelensky rejeitou a ideia de que havia uma "pausa operacional" em curso pelas forças russas, citando o contínuo bombardeio mortal, os ataques aéreos e os relatórios contínuos de tropas ucranianas "repelindo" várias ofensivas russas. Zelensky insistiu que 34 ataques aéreos russos nas últimas 24 horas não eram indicativos de uma "pausa operacional".
Em 16 de julho, o Ministério da Defesa russo anunciou que a pausa operacional havia terminado efetivamente.

### Novo ataque em Donetsk (17 de julho–6 de setembro de 2022)

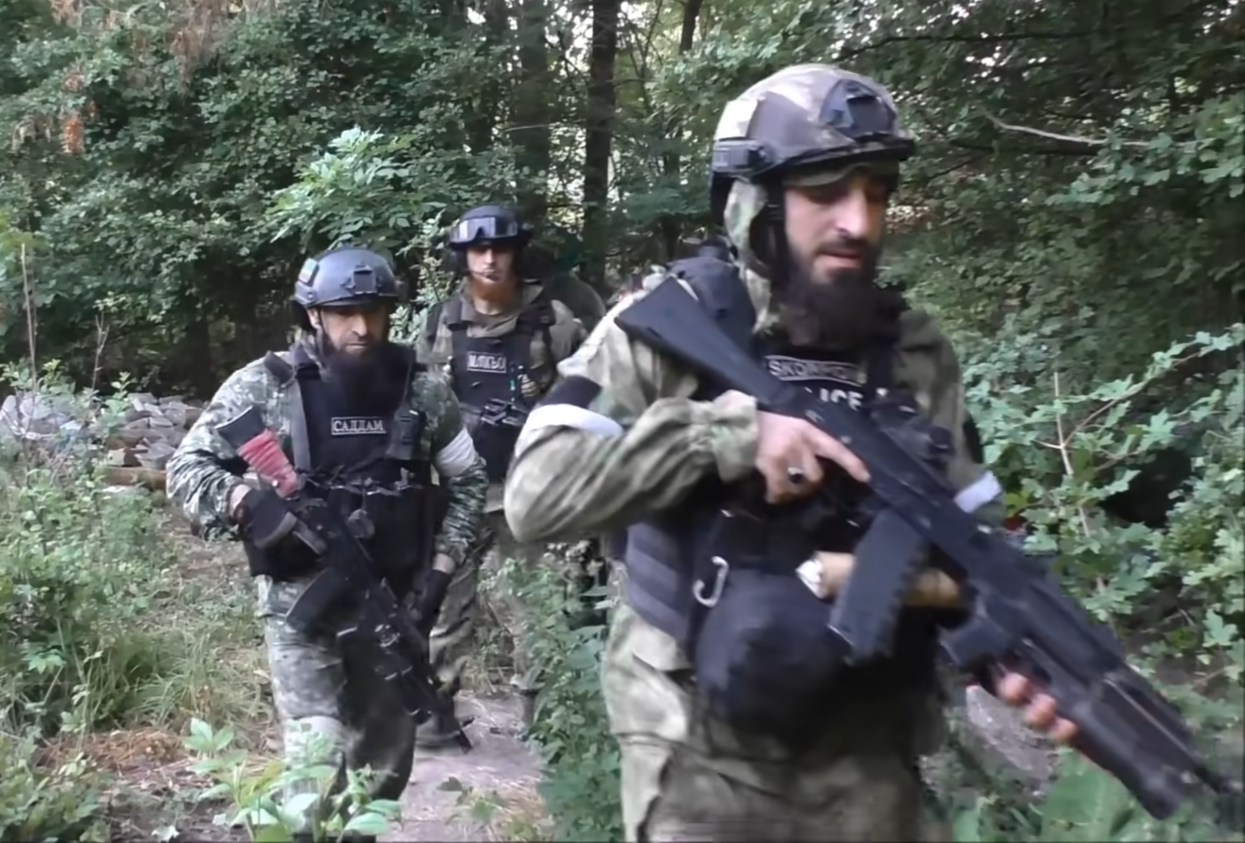
Tropas chechenas no Donbas, julho de 2022

Em 17 de julho, as forças russas estavam controlando 55% do oblast de Donetsk. O Vice-Ministro de Informação da República Popular de Donetsk (RPD), Daniil Bezsonov, afirmou em 25 de julho que a RPD esperava capturar todo oblast de Donetsk até o final de agosto. Diversas fontes russas e ocidentais haviam relatado anteriormente que a Rússia pretendia realizar referendos nas áreas ocupadas até o primeiro semestre de setembro, provavelmente por volta de 11 de setembro, que é o dia unificado de votação na Federação Russa.
Entre 17 e 20 de julho, as forças russas conduziram repetidos ataques terrestres a leste de Siversk e ao sul de Bakhmut, mas não foram relatados avanços significativos ao longo da linha de frente, com os ucranianos alegando ter repelido muitos dos ataques locais. Em 21 de julho, o Ministério da Defesa britânico alertou que os russos estavam se aproximando da usina térmica de Vuhlehirska, a segunda maior usina de energia da Ucrânia, e estavam tentando fazer uma ruptura no local.
Em 25 de julho, as forças russas ganharam controle de Berestove. Um representante da RPD postou um vídeo de mercenários do Grupo Wagner na entrada de Novoluhanske online, indicando que as tropas russas haviam avançado para a cidade, localizada aproximadamente a 25 km a sudeste das proximidades de Bakhmut. Várias fontes russas também afirmaram que as forças russas haviam capturado a usina de energia de Vuhlehirska, localizada na borda norte de Novoluhanske, e estavam a limpando ativamente, enquanto o Estado-Maior ucraniano relatou que os russos tiveram apenas "sucesso parcial" nessa frente. Fontes pró-russas disseram que os mercenários do Wagner participaram da tomada da usina de energia e que os combates duraram vários dias antes que a usina fosse totalmente controlada em 26 de julho. O Instituto para o Estudo da Guerra sugeriu que as tropas ucranianas provavelmente conduziram uma "retirada controlada" da área do reservatório de Vuhlehirska para o noroeste em direção a Semyhirya. Um militar ucraniano confirmou a captura da usina de energia em 27 de julho.
Em 26 de julho, o Estado-Maior Geral ucraniano afirmou que as forças russas estavam combatendo na vila de Semyhirya, a oeste da usina de energia de Vuhlehirska. Em 27 de julho, imagens de vídeo geolocalizadas postadas online mostraram que mercenários do Wagner haviam chegado a Klynove, enquanto o canal pró-russo no Telegram, Readovka, afirmou que as forças russas estabeleceram o controle sobre Pokrovsk. Em 28 de julho, o Estado-Maior Geral ucraniano disse que os russos fizeram pequenos avanços perto de Soledar e Vershyna e retomaram os ataques a Avdiivka e Pisky. Os ucranianos acusaram as tropas russas de usarem uniformes ucranianos durante os ataques terrestres. O exército ucraniano afirmou ter neutralizado 270 tropas russas e pró-russas e destruído sete tanques em 28 de julho, e que eles repeliram com sucesso todos os ataques nas frentes de Soledar-Vershnya e Avdiivka-Pisky. No entanto, os separatistas afirmaram que as forças russas e da RPD na área de Avdiivka fizeram avanços significativos ao norte e ao leste da cidade.
Em 29 de julho, uma explosão matou e feriu várias dezenas de prisioneiros de guerra ucranianos em Olenivka, ocupada pelos russos. Até 30 de julho, o responsável pelo ataque ainda era disputado. Em 30 de julho, o Presidente Zelensky ordenou que todos os civis restantes no oblast de Donetsk evacuassem. Segundo estimativas ucranianas, entre 200 e 220 mil civis ainda viviam no território não ocupado do oblast de Donetsk.
Em 1.º de agosto, o Ministério da Defesa britânico afirmou que a Rússia havia feito progresso lento no eixo de Bakhmut durante os ataques diários nos últimos quatro dias. O governador de Lugansk, Serhiy Haidai, alegou que as forças russas estavam tentando recrutar e mobilizar moradores em cidades controladas pela República Popular de Lugansk (RPL), como Alchevsk. Em 2 de agosto, o ministro da Defesa russo, Serguei Choigu, declarou que as forças russas haviam capturado seis assentamentos na linha de frente nos últimos dias: Berestove, Pokrovske, Novoluhanske, Semyhiria, Hryhorivka e Stryapivka. No mesmo dia, as forças russas capturaram posições ucranianas em torno da mina de carvão de Butivka, a sudoeste de Avdiivka, desalojando posições ucranianas que estavam lá desde 2015. O Estado-Maior da Ucrânia também afirmou que as forças russas tiveram "sucesso parcial" ao longo da linha Vidrozhennya-Kodema, cerca de 20 km a sudeste de Bakhmut.
Em 5 de agosto, fontes russas afirmaram que as tropas russas estavam lutando ativamente na fábrica de gesso Knauf Gips Donbas, nos arredores a sudeste de Soledar. Enquanto isso, autoridades separatistas afirmaram que as brigadas separadas da RPD e as forças do Grupo Wagner haviam assumido o controle da metade de Marinka, mas os ucranianos relataram que os ataques a Marinka foram malsucedidos. Imagens geolocalizadas postadas por tropas da RPD também sugeriam que Travneve provavelmente havia sido capturada nesse dia. Em 6 de agosto, imagens de combate confirmaram que as forças russas avançaram para os arredores leste de Marinka. Em 7 de agosto, as forças russas romperam as defesas de Pisky e chegaram ao centro do assentamento. Fontes russas alegaram que as aldeias de Volodymyrivka e Stryapivka, localizadas a sudeste de Soledar, foram capturadas em 9 de agosto. Em 10 de agosto, a RPD afirmou ter capturado Hladosove, a oeste de Travneve. Em 11 de agosto, fontes russas e da RPD afirmaram que cerca de 90% de Pisky havia sido capturada, e imagens de combate supostamente mostraram os russos bombardeando a vila com a artilharia termobárica TOS-1A. O Ministério da Defesa russo alegou ter capturado completamente Pisky em 14 de agosto, mas o exército ucraniano negou que isso tivesse ocorrido. O ISW avaliou que Pisky havia sido capturada em 24 de agosto.
Em 29 de agosto, as forças russas e da RPD alegaram ter capturado Kodema, a oeste de Semyhiria e a 13 km a sudoeste de Bakhmut; no entanto, o Estado-Maior ucraniano relatou ter repelido o avanço no assentamento. As forças russas e separatistas, incluindo elementos mercenários do Grupo Wagner, estavam continuando a lutar pelo controle de Kodema em 31 de agosto até finalmente capturá-la em 6 de setembro. A 3.ª Brigada da RPD afirmou que também estava avançando a partir dos arredores de Horlivka (a 20 km ao sul de Bakhmut), enquanto fontes russas alegaram que o 11.º Regimento da RPD tomou o controle de uma ponte na estrada entre Pisky e Pervomaisk (ambos nos arredores noroeste da cidade de Donetsk) e estavam continuando os esforços para avançar rumo ao oeste em direção a Pervomaisk.

### Contraofensivas ucranianas (6 de setembro–12 de novembro de 2022)
Em 6 de setembro, as forças ucranianas iniciaram um contra-ataque surpresa na frente de Carcóvia que resultou na retirada das forças russas por mais de mil quilômetros quadrados a leste, enfraquecendo significativamente as flancos russos ao norte de Sloviansk e permitindo contra-ataques ucranianos ao redor da cidade de Donetsk, que havia sido capturada pelas forças russas no final de maio.
Em outubro de 2022, as forças ucranianas haviam retomado várias vilas e cidades no norte de Lugansk e no distrito de Svatove, no norte de Donetsk, incluindo Yatskivka, Novoliubivka, Nevske, Grekivka, Novoyehorivka, Nadiya, Andriivka e Stelmakhivka, entre outras. Em 1.º de outubro, as forças ucranianas entraram em Lyman após um curto cerco. As forças russas recuaram para a rodovia P-66, perto da fronteira entre os oblasts de Carcóvia e Lugansk, ancoradas pelos povoados de Svatove e Kreminna, sendo esta última a primeira cidade a ser tomada durante a batalha em Donbas. Em 2-3 de outubro, as forças ucranianas começaram a atacar Kreminna e Svatove na tentativa de romper a linha de frente russa ao longo da P-66, no norte de Lugansk. O assessor presidencial ucraniano Oleksii Arestovych afirmou que as perdas russas durante o auge do contra-ataque chegaram a até 500 soldados mortos ou feridos por dia, no entanto, essas alegações não puderam ser verificadas de forma independente. Em 15 de outubro, as forças russas supostamente interromperam um sistema Starlink ucraniano na área de Soledar-Bakhmut depois de destruírem um repetidor de ondas curtas.
Em 2 de novembro, a frente Soledar-Bakhmut-Donetsk se tornou o epicentro dos combates na Ucrânia, de acordo com a vice-ministra da Defesa da Ucrânia, Hanna Maliar.

### Ofensiva renovada russa (12 de novembro de 2022–maio de 2023)
As forças russas lançaram uma ofensiva renovada no sul e no norte do oblast de Donetsk no início de novembro, com tropas russas intensificando seus esforços para romper as linhas defensivas ucranianas em Bakhmut, Soledar, Pavlivka e Vuhledar. Em 11 de novembro, forças da RPD foram relatadas como tendo entrado em Pavlivka. As forças russas, incluindo combatentes do Grupo Wagner, ultrapassaram as linhas defensivas ao sul de Bakhmut no final de novembro, capturando supostamente os povoados de Kurdiumivka, Ozarianivka, Zelenopillia e Andriivka até 30 de novembro, enquanto os confrontos em Opytne continuavam. Múltiplas fontes russas também relataram que combatentes do Wagner capturaram e estavam capturando Yakovlivka, localizada ao longo da flanco nordeste de Soledar, até 7 de dezembro. Os russos alegaram ter derrubado um helicóptero Mi-8 ucraniano em Yakovlika em 8 de dezembro. A Ucrânia estava supostamente rotacionando novas unidades no Donbas até meados de dezembro, especialmente da frente de Quérson. A 57.ª Brigada Motorizada, a 36.ª Brigada de Fuzileiros e a 46.ª Brigada Aeromóvel reforçaram a frente de Bakhmut ao lado da 24.ª Brigada Mecanizada, substituindo a 93.ª, que defendeu Bakhmut e Soledar por meses. A 28.ª Brigada supostamente foi enviada para Kostiantynivka e o 18.º Batalhão de Infantaria de Fuzileiros da Marinha, da 35.ª Brigada de Fuzileiros, reforçou Nevelske e Pervomaisk.
Confrontos intensos ao longo do eixo Bakhmut-Soledar continuaram até 10 de dezembro, caracterizados por uma guerra de trincheiras implacável, guerra de drones, duelos de artilharia e pequenos assaltos ao solo em temperaturas congelantes. O presidente Zelensky acusou a Rússia de ter "destruído" Bakhmut, afirmando que não havia "nenhum espaço residencial que não tenha sido danificado por bombardeios há muito tempo". Em 10 de dezembro, o Ministério da Defesa da Rússia afirmou que suas forças fizeram novos avanços no eixo de Lyman. Enquanto isso, o Estado-Maior ucraniano disse que mais de 20 povoados foram bombardeados nos combates na área de Bakhmut. Paraquedistas ucranianos da 71.ª Brigada de Caçadores Separada relataram ter repelido um "grupo de sabotagem e reconhecimento" russo com fogo de morteiro perto de Bakhmut, "eliminando" pelo menos dois atacantes. A batalha de Marinka continuou por meses, com o presidente da RPD, Denis Pushilin, afirmando em 15 de dezembro que 80% da cidade tinha sido capturada em meio a intensos combates urbanos em andamento.
Os ucranianos, segundo relatos, aumentaram os bombardeios na cidade de Donetsk em meados de dezembro. Autoridades da RPD disseram que seis civis foram mortos na cidade durante os bombardeios no início de dezembro. Em 15 de dezembro, o prefeito Alexey Kulemzin disse que "por volta das 7h", os ucranianos lançaram 40 foguetes Grad no centro da cidade, danificando prédios residenciais e comerciais e a Catedral da Transfiguração, no que ele chamou de "o ataque mais massivo desde 2014". Uma pessoa foi morta e nove ficaram feridas. Em 16 de dezembro, forças do Grupo Wagner relatadamente concluíram a captura Yakovlika, ameaçando ainda mais o flanco nordeste de Soledar.
O ISW avaliou que o ritmo dos avanços russos no Donbas em novembro e dezembro foi aproximadamente equivalente ao ritmo de outubro. De acordo com o ISW, as forças russas ganharam um total de 192 km² no setor de Bakhmut entre 1.º de outubro e 20 de dezembro. Vídeos postados online por um jornalista russo confirmaram que as forças russas capturaram Andriivka (Raion de Bakhmut), 10 km ao sul de Bakhmut, até 22 de dezembro. O jornalista afirmou que combatentes do Wagner estavam lutando perto de Klishchiivka, onde a Ucrânia teria estabelecido posições defensivas fortes. Enquanto isso, a Ucrânia continuava a controlar a metade norte de Opytne e a metade oeste de Marinka. Em 26 de dezembro, o presidente Zelensky se referiu à situação da Ucrânia no Donbas como "difícil", dizendo que os russos estavam "usando todos os recursos disponíveis para eles... para obter pelo menos algum avanço". O Comando Militar do Leste da Ucrânia relatou que a área de Bakhmut foi bombardeada 225 vezes apenas em 26 de dezembro. Enquanto isso, fontes russas relataram que o Grupo Wagner havia lançado uma ofensiva ao longo do eixo Soledar-Bakhmutske.

#### Queda de Soledar, pinça de Bakhmut e escalada de Avdiivka
No final de dezembro de 2022 e início de janeiro de 2023, os combatentes do Wagner romperam as defesas ucranianas em Soledar, capturando o assentamento em 16 de janeiro, junto com a captura de Klishchiivka, a sudoeste de Bakhmut, em 19 de janeiro. A queda de Soledar permitiu que as forças russas, lideradas pelos combatentes da Wagner, flanqueassem ainda mais Bakhmut a partir da direção nordeste e assumissem o controle de uma parte da rodovia T0513 em direção a Siversk. As forças russas expandiram seu saliente ao norte de Bakhmut, avançando para o norte e alegando ter capturado as aldeias de Krasnopolivka, Mykolaivka, Blahodatne e Sakko i Vantsetti até 6 de fevereiro. As defesas ao longo do flanco norte de Bakhmut entraram em colapso quando os ucranianos se retiraram de Krasna Hora em 11 de fevereiro e Paraskoviivka em 18 de fevereiro, enquanto a Wagner avançava de 2 a 3 quilômetros a oeste de Blahodatne, capturando a área próxima à principal rodovia M-03 que leva a Bakhmut. Tanto o Ministério da Defesa do Reino Unido quanto o governador de Donetsk, Pavlo Kyrylenko, disseram que os russos estavam tentando envolver Bakhmut com um movimento de pinça, cercando a cidade de várias direções e estabelecendo controle de fogo sobre a maioria das rotas de suprimento ucranianas para Bakhmut.
Em 22 de fevereiro, unidades russas cruzaram a M-03 e começaram a atacar Yahidne e Berkhivka, a noroeste de Bakhmut, com os ucranianos afirmando ter repelido os ataques em meio a intensos combates. O Grupo Wagner afirmou ter capturado ambas as aldeias em 26 de fevereiro, no entanto, o Estado-Maior da Ucrânia disse que os ataques russos permaneceram "mal sucedidos" em meio a intensos bombardeios. Imagens geolocalizadas em 4 de março mostraram que as tropas russas estavam avançando ao longo das duas margens do reservatório de Berkhivka, localizado cerca de 4 quilômetros a noroeste de Bakhmut, nos arredores das aldeias de Khromove e Dubovo-Vasylivka. Em 7 de março, a Ucrânia cedeu a parte leste de Bakhmut às forças russas, recuando a oeste do rio Bakhmutka. O Wagner afirmou ter avançado ao longo da M-03 e expandido a zona de buffer ao norte e oeste de Bakhmut, capturando as aldeias de Dubovo-Vasylivka e Zaliznianske até 16 de março, no entanto, os defensores ucranianos interromperam o avanço ao longo desse eixo até 19 de março, repelindo ataques nas aldeias de Orikhovo-Vasylivka, Bohdanivka e Kromove.
Em março de 2023, o presidente ucraniano, Volodymyr Zelensky, referiu-se aos combates em curso no Donbas como "dolorosos e difíceis". Enquanto a batalha de Bakhmut continuava, os conflitos em torno de Avdiivka escalaram em fevereiro e março de 2023, já que os ucranianos alegavam que as forças russas haviam iniciado uma tentativa de cerco da cidade. As forças russas aumentaram a quantidade de ataques aéreos na área, enquanto as unidades terrestres avançavam em direção às periferias norte e nordeste de Avdiivka, capturando Krasnohorivka (9 km ao norte de Avdiivka) e Vesele (7 km ao norte de Avdiivka) até 21 de março. As unidades russas também fizeram pequenos avanços ao longo da frente Pervomaisk-Vodiane, nas periferias ao sudoeste de Avdiivka. Mais ao sul, a luta incessante por Marinka reduziu a cidade a ruínas "pós-apocalípticas", enquanto as unidades terrestres russas faziam ganhos mínimos em meio a intensos combates urbanos com os defensores ucranianos. O líder da RPD, Denis Pushilin, afirmou que a Ucrânia estava continuamente transferindo reservas para Marinka.

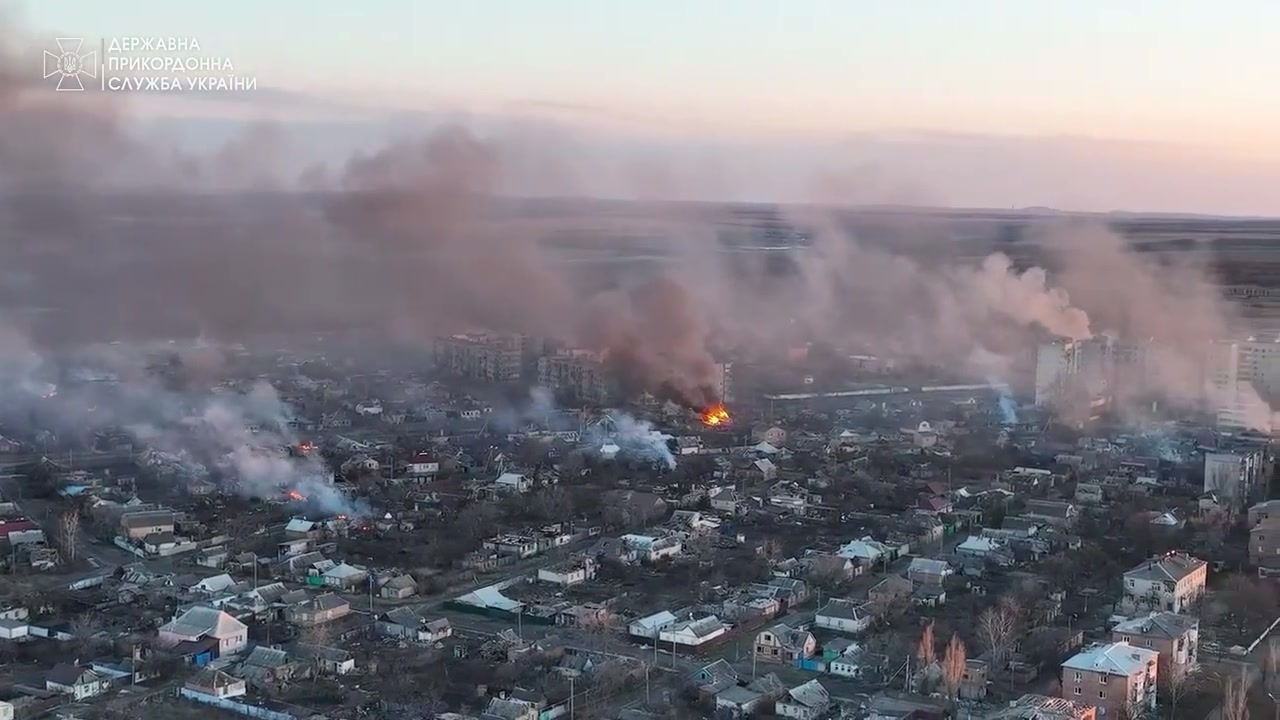
Vista do oeste de Bakhmut durante a batalha, 5 de abril de 2023.

Os combates dentro de Bakhmut continuaram em abril e maio de 2023, com as forças russas controlando 95% da cidade em 18 de maio, tendo encurralado os defensores ucranianos em um bairro sudoeste que os russos chamavam de "ninho", onde a Ucrânia supostamente concentrou um grande número de unidades defensoras. Enquanto os combatentes do Wagner faziam avanços graduais dentro de Bakhmut, a Ucrânia lançou contra-ataques nos flancos sul e noroeste da cidade, a partir de 10 de maio, resultando nas unidades russas abandonando posições próximas ao reservatório de Berkhivka e ao sul de Ivanivske, na aproximação de Klishchiivka. A 3.ª Brigada Aerotransportada da Ucrânia participou, segundo relatos, na recaptura de 2 km de território, em uma operação ofensiva bem-sucedida na defesa da cidade, de acordo com o comandante ucraniano Oleksandr Syrskyi. Apesar dos contra-ataques ucranianos nas periferias de Bakhmut ameaçarem seus flancos, o Grupo Wagner continuou a avançar dentro da cidade e afirmou ter a capturado totalmente em 20 de maio, acrescentando que planejavam se retirar da linha de frente e serem substituídos por tropas regulares russas após a conclusão das operações de limpeza. No entanto, a Ucrânia negou que Bakhmut tivesse caído e afirmou que suas forças estavam em processo de "enceramento" parcial da cidade.

## Contraofensiva ucraniana (junho de 2023–presente)
Em 5 de junho, foi relatado por milbloggers russos que a Ucrânia acelerou as ações ofensivas no leste, concentradas na área de Novodonetsk, entre Vuhledar (local de uma batalha ainda em curso) e Velyka Novosilka, no sul da Oblast de Donetsk. A vice-ministra da Defesa da Ucrânia, Hanna Maliar, disse que as forças ucranianas haviam avançado até um quilômetro na área de Bakhmut. Embora os altos funcionários ucranianos tenham permanecido em grande parte em silêncio sobre o assunto, houve especulações de que as ações ofensivas eram o início de uma tão aguardada contraofensiva. Um oficial nomeado pelos russos no oblast de Zaporíjia afirmou que os ucranianos tinham como objetivo romper as linhas russas e chegar à costa do Mar de Azove.

## Baixas

### Baixas militares
O governo ucraniano evitou fornecer números totais de baixas para suas próprias forças no Donbas, embora periodicamente tenha oferecido várias estimativas de contagens diárias de baixas. Segundo a Ucrânia, entre 50 e 100 soldados ucranianos estavam sendo mortos diariamente na frente do Donbas até o final de maio de 2022. No início de junho de 2022, até 200 soldados ucranianos eram mortos e mais de 800 feridos diariamente no Donbas. Em meados de junho, alguns oficiais ucranianos estimaram que as forças ucranianas estavam sofrendo bem mais do que a marca anterior de mil baixas por dia, incluindo 200-500 mortos.
Durante os combates, um comandante do batalhão da RPL foi morto quando ele e seus combatentes foram cercados pelas forças ucranianas perto de Kreminna e "lutaram até o último", de acordo com a RPL. Os confrontos resultaram em um número desconhecido de mortos e feridos.
Em 18 de julho de 2022, dois americanos, um canadense e um sueco foram mortos em uma emboscada de tanques russos durante confrontos perto de Hryhorivka, nordeste de Siversk. Os combatentes estrangeiros faziam parte de uma unidade de operações especiais das Forças de Defesa Territoriais da Ucrânia.
Segundo fontes ucranianas, mais de 500 soldados russos feridos, a maioria deles mobilizados recentemente, foram hospitalizados na cidade ocupada de Horlivka entre 10 e 16 de novembro de 2022.
| Divisão                                                | Baixas                                                     | Período                                  | Fonte                          |
| ------------------------------------------------------ | ---------------------------------------------------------- | ---------------------------------------- | ------------------------------ |
| Forças ucranianas (ZSU, NGU)                           | >35.680 mortos                                             | 21 de abril de 2022 – 6 de abril de 2023 | Ministério da Defesa da Rússia |
| Forças russas e pró-russas (RAF, RPD, RPL, PMC Wagner) | >50.173+ mortos, excluindo a frente de Avdiivka (ver nota) | 18 de abril de 2022 – 19 de maio de 2023 | Comando Militar do Leste       |
| Forças separatistas de Donbas                          | 2.575 mortos, >11.139 feridos                              | 23 de abril – 2 de dezembro de 2022      | RP de Donetsk                  |

### Baixas civis

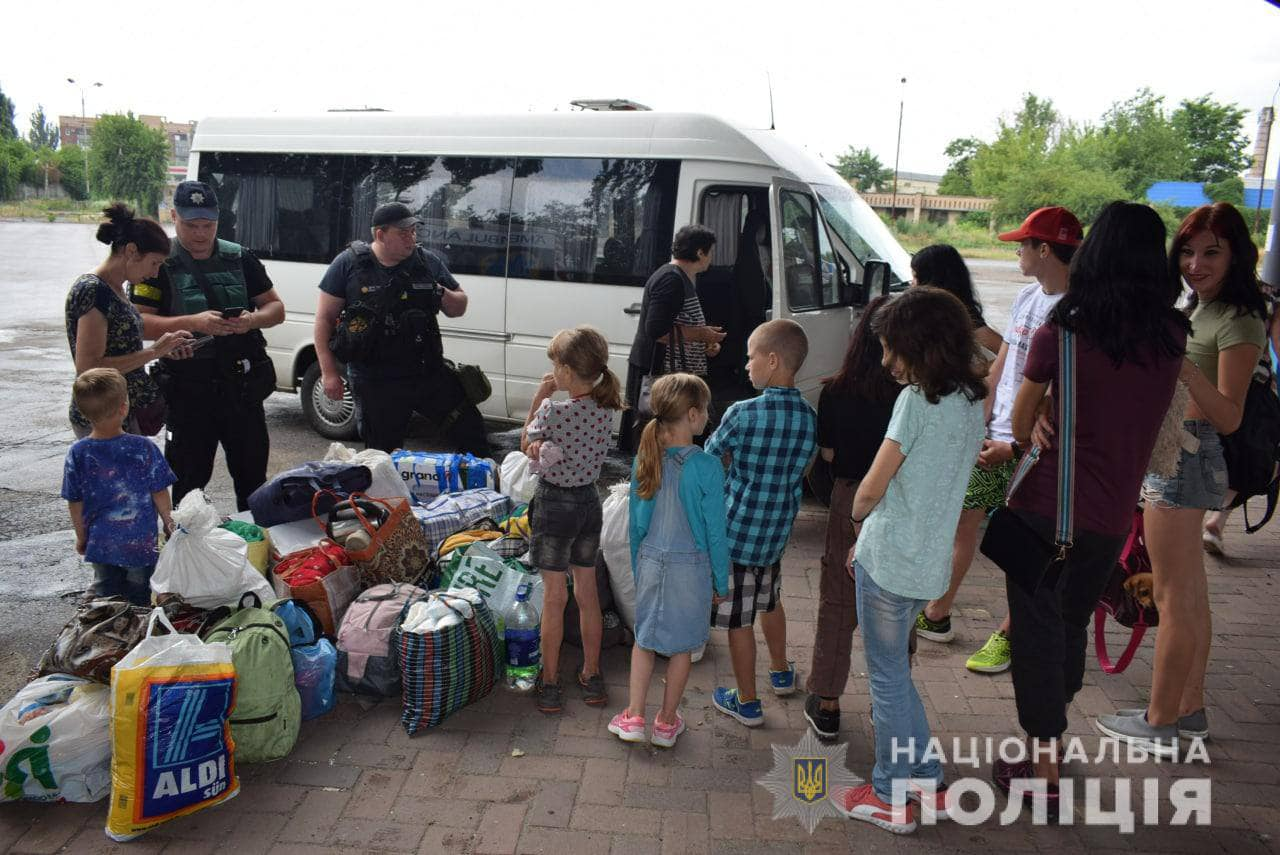
Refugiados reúnem seus pertences em frente a uma van a caminho de Bylbasovka (oblast de Donetsk) para Dnipro, 23 de junho de 2022.

Durante a guerra, a Rússia intensificou seus ataques em áreas civis. Acredita-se que 60 civis foram mortos e pelo menos sete ficaram feridos em um ataque aéreo russo em uma escola que abrigava cerca de 90 civis no oblast de Lugansk, enquanto os corpos de 44 civis foram recuperados dos escombros de um prédio de apartamentos em Izium. Durante a batalha de Kreminna, perto de Rubizhne e Lysychansk, as forças ucranianas perderam o controle da cidade em meio a intensos combates. Mais de 200 civis foram mortos durante a batalha, com outros quatro civis sendo mortos e um ferido enquanto tentavam escapar dos combates. O governo ucraniano alegou que mais de 1.500 civis foram mortos em Severodonetsk em 26 de maio. Em 10 de julho, um ataque de foguete russo em Chasiv Yar atingiu um prédio residencial de vários andares, matando pelo menos 34 pessoas.
Até 9 de março, análises militares confirmaram a morte de pelo menos 8.950 civis e feriu mais de 5.100. Até 10 de outubro, a Organização das Nações Unidas contabilizaram 2.964 civis mortos apenas nas regiões de Donetsk e Lugansk, além de 3.683 civis feridos.
O número real de mortes e ferimentos civis é garantidamente muito maior. As baixas civis são impossíveis de calcular devido à névoa da guerra e à falta de fluxo de informações devido à ocupação militar de segmentos do território ucraniano. Por exemplo, de acordo com fontes ucranianas, "milhares" de civis foram mortos em Lysychansk, embora os dados oficiais contabilizassem apenas 150 civis mortos.
| Área                                        | Baixas                        | Período                                  | Fonte             |
| ------------------------------------------- | ----------------------------- | ---------------------------------------- | ----------------- |
| Bakhmut                                     | >4 mil mortos                 | 1 de agosto de 2022 - 9 de março de 2023 | Governo ucraniano |
| Bilohorivka                                 | 60 mortos, 7 feridos          | 8 de maio de 2022                        | Governo ucraniano |
| Oblast de Donetsk (excluindo Mariupol)      | 959 mortos, 1,899 feridos     | 18 de abril – 13 de novembro de 2022     | Governo ucraniano |
| Kreminna                                    | 200 mortos                    | 18–19 de abril de 2022                   | Governo ucraniano |
| Severodonetsk                               | >1.100 mortos, >52 feridos    | 27 de maio de 2022                       | Governo ucraniano |
| Lysychansk                                  | >158 mortos, >42 feridos      | 25 de maio de2022                        | Governo ucraniano |
| Oblast de Carcóvia (excluindo Izium)        | >723 mortos, >328 feridos     | 18 de abril – 30 de setembro de 2022     | Governo ucraniano |
| Izium                                       | >1 mil mortos                 | 13 de setembro de 2022                   | Governo ucraniano |
| Oblast de Lugansk (excluindo Severodonetsk) | 90 mortos, 72 feridos         | 18 de abril – 16 de junho de 2022        | Governo ucraniano |
| Mariupol                                    | 600 feridos                   | 29 de abril de 2022                      | Governo ucraniano |
| RP de Donetsk                               | 571 mortos, 1.765 feridos     | 23 de abril – 11 de novembro de 2022     | RP de Donetsk     |
| RP de Lugansk                               | >101 mortos, >314 feridos     | 28 de abril – 6 de outubro de 2022       | RP de Lugansk     |
| Total                                       | >8.952 mortos, >5.095 feridos | 18 de abril– 9 de março de 2023          |                   |